# Torneo Apertura 2021 (Liga MX Femenil)
El Torneo Apertura 2021, también llamado Grita México Apertura 2021 fue la IX edición del campeonato de liga de la Primera División Femenil de México con el que se inicia la temporada 2021-2022. La Primera División Femenil de México, conocida también como Liga MX Femenil, es la principal liga de fútbol profesional femenil en México la cual está regulada por la Federación Mexicana de Fútbol.

## Sistema de competición
El torneo de la Liga MX Femenil, está conformado en dos partes:
- Fase de calificación: Se integra por las 17 jornadas del torneo.
- Fase final: Se integra por los partidos de cuartos de final, semifinal y final, más conocida como liguilla.

### Fase de clasificación
En la fase de clasificación se observó el sistema de puntos. La ubicación en la tabla general, está sujeta a las siguientes condiciones:
- Por juego ganado se obtendrán tres puntos.
- Por juego empatado se obtendrá un punto.
- Por juego perdido no se otorgan puntos.

En esta fase participan los 18 clubes de la Liga MX Femenil jugando en cada torneo todos contra todos durante las 17 jornadas respectivas, a un solo partido.
El orden de los clubes al final de la fase de calificación del torneo corresponderá a la suma de los puntos obtenidos por cada uno de ellos y se presentará en forma descendente. Si al finalizar las 17 jornadas del torneo, dos o más clubes estuviesen empatados en puntos, su posición en la tabla general será determinada atendiendo a los siguientes criterios de desempate:
1. Mejor diferencia entre los goles anotados y recibidos y goles.
2. Mayor número de goles anotados.
3. Marcadores particulares entre los clubes empatados.
4. Mayor número de goles anotados como visitante.
5. Mejor ubicado en la tabla general de cociente
6. Tabla Fair Play
7. Sorteo.

Para determinar los lugares que ocuparán los clubes que participen en la fase final del torneo se tomará como base la tabla general de clasificación.
Participan automáticamente por el título de Campeón de la Liga MX Femenil, los ocho primeros clubes de la tabla general de clasificación al término de las 17 jornadas.

### Fase final
Los ocho clubes calificados para cuartos de final serán reubicados de acuerdo con el lugar que ocupen en la tabla General al término de la jornada 17, con el puesto del número uno al club mejor clasificado, y así hasta el número 8. Los partidos a esta fase se desarrollarán a visita, en las siguientes etapas:
Los clubes vencedores en los partidos de cuartos de final y semifinal serán aquellos que en los dos juegos anoten el mayor número de goles. De existir empate en el número de goles anotados, la posición se definirá a favor del club con mayor cantidad de goles a favor cuando actúe como visitante. Aplicarán las mismas normativas para el orden de enfrentamientos la ronda de semifinales y final.
Si una vez aplicado el criterio anterior los clubes siguieran empatados, se observará la posición de los clubes en la tabla general de clasificación.
Los partidos correspondientes a las fases de visita recíproca se jugarán obligatoriamente los días viernes y lunes, en su caso, exclusivamente en forma descendente, los cuatro clubes mejor clasificados en la tabla general al término de la jornada 17, el día y horario de su partido como local. Los siguientes cuatro clubes podrán elegir únicamente el horario.
El club vencedor de la final y por lo tanto Campeón, será aquel que en los dos partidos anote el mayor número de goles. Si al término del tiempo reglamentario el partido está empatado, se agregarán dos tiempos extras de 15 minutos cada uno. De persistir el empate en estos periodos, se procederá a lanzar tiros penales hasta que resulte un vencedor.
Los partidos de cuartos de final se jugarán de la siguiente manera:
En las semifinales participarán los cuatro clubes vencedores de cuartos de final, reubicándolos del uno al cuatro, de acuerdo a su mejor posición en la tabla General de clasificación al término de la jornada 17 del torneo correspondiente, enfrentándose:
Disputarán el título de Campeón del Torneo de Clausura 2021, los dos clubes vencedores de la fase semifinal correspondiente, reubicándolos del uno al dos, de acuerdo a su mejor posición en la tabla general de clasificación al término de la jornada 17 de cada Torneo.

## Información de los equipos

### Equipos por Entidad Federativa
| Entidad Federativa | N.º | Equipos                   |
| ------------------ | --- | ------------------------- |
| Ciudad de México   | 3   | América, Cruz Azul y UNAM |
| Jalisco            | 2   | Atlas y Guadalajara       |
| Nuevo León         | 2   | Monterrey y Tigres        |
| Aguascalientes     | 1   | Necaxa                    |
| Baja California    | 1   | Tijuana                   |
| Chihuahua          | 1   | Juárez                    |
| Coahuila           | 1   | Santos                    |
| Estado de México   | 1   | Toluca                    |
| Guanajuato         | 1   | León                      |
| Hidalgo            | 1   | Pachuca                   |
| Puebla             | 1   | Puebla                    |
| Querétaro          | 1   | Querétaro                 |
| San Luis Potosí    | 1   | Atlético de San Luis      |
| Sinaloa            | 1   | Mazatlán                  |

### Información de los equipos participantes
| Equipo               | Entrenador               | Ciudad                           | Estadio                   | Capacidad | Patrocinador       | Kit          |
| -------------------- | ------------------------ | -------------------------------- | ------------------------- | --------- | ------------------ | ------------ |
| América              | Craig Harrington         | Ciudad de México                 | Azteca                    | 87 000    | AT&T               | Nike         |
| Atlas                | Fernando Samayoa         | Guadalajara, Jalisco             | Jalisco                   | 56 713    |                    | Charly       |
| Atlético de San Luis | Jesús Padrón             | San Luis Potosí, San Luis Potosí | Alfonso Lastras           | 30 000    | Canel's            | Pirma        |
| Cruz Azul            | Carlos Roberto Pérez     | Ciudad de México                 | Instalaciones de La Noria | 400       | Cemento Cruz Azul  | Joma         |
| Guadalajara          | Edgar Mejía              | Guadalajara, Jalisco             | Akron                     | 49 850    | Sello Rojo         | Puma         |
| Juárez               | Ana Cristina González    | Ciudad Juárez, Chihuahua         | Olímpico Benito Juárez    | 19 703    | S-Mart             | Sporelli     |
| León                 | Scarlett Parada          | León, Guanajuato                 | Nou Camp                  | 31 297    | Cementos Fortaleza | Charly       |
| Mazatlán             | Miguel Javid Hernández   | Mazatlán, Sinaloa                | Mazatlán                  | 25 000    | Banco Azteca       | Pirma        |
| Monterrey            | Eva Espejo               | Monterrey, Nuevo León            | BBVA                      | 53 500    | BBVA México        | Puma         |
| Necaxa               | Jesús Alejandro Palacios | Aguascalientes, Aguascalientes   | Victoria                  | 25 994    | Rolcar             | Pirma        |
| Pachuca              | Jaime Correa             | Pachuca, Hidalgo                 | Hidalgo                   | 30 000    | Cementos Fortaleza | Charly       |
| Puebla               | Juan Carlos Cacho        | Puebla, Puebla                   | Cuauhtémoc                | 51 726    |                    | Umbro        |
| Querétaro            | Carla Rossi              | Querétaro, Querétaro             | Olímpico Alameda          | 4 600     | Pedigree           | Charly       |
| Santos               | Jorge Campos Valadez     | Torreón, Coahuila                | Corona                    | 30 000    | Soriana            | Charly       |
| Tigres               | Roberto Medina           | Monterrey, Nuevo León            | Universitario             | 41 615    | Cemex              | Adidas       |
| Tijuana              | Fabiola Vargas           | Tijuana, Baja California         | Caliente                  | 27 333    | Caliente           | Charly       |
| Toluca               | Alberto Cuate            | Toluca, Estado de México         | Nemesio Díez              | 30 000    | Arabela            | Under Armour |
| UNAM                 | Karina Báez              | Ciudad de México                 | Olímpico Universitario    | 72 000    | DHL                | Nike         |

#### Sedes alternas
| Equipo      | Ciudad                    | Estadio                                           | Capacidad |
| ----------- | ------------------------- | ------------------------------------------------- | --------- |
| América     | Ciudad de México          | Cancha Centenario n.º 5 Club América              | 2 000     |
| Atlas       | Guadalajara, Jalisco      | Alfredo "Pistache" Torres                         | 3 000     |
| Atlas       | Guadalajara, Jalisco      | Centro de Capacitación de Fútbol Atlas FC (CECAF) | 0         |
| Guadalajara | Guadalajara, Jalisco      | Verde Valle - Cancha 2                            | 2 000     |
| Monterrey   | Monterrey, Nuevo León     | El Barrial                                        | 1 000     |
| Toluca      | Metepec, Estado de México | Instalaciones de Metepec - Cancha 2               | 1 000     |
| UNAM        | Ciudad de México          | La Cantera                                        | 2 000     |

### Cambios de entrenadores
| Equipo  | Entrenador (jornadas)               |
| ------- | ----------------------------------- |
| Pachuca | Toña Is (1 - 4) Jaime Correa (5 - ) |

## Torneo Regular
- El Calendario completo según la página oficial.
- Los horarios son correspondientes al Tiempo del Centro de México (UTC-6 y UTC-5 en horario de verano).[5]

| Jornada 1   | Jornada 1 | Jornada 1            | Jornada 1              | Jornada 1   | Jornada 1 | Jornada 1    | Jornada 1  | Jornada 1 | Jornada 1 |
| Local       | Resultado | Visitante            | Estadio                | Fecha       | Hora      | Espectadores | Amonestado | Expulsado |           |
| ----------- | --------- | -------------------- | ---------------------- | ----------- | --------- | ------------ | ---------- | --------- | --------- |
| Querétaro   | 1 - 1     | Monterrey            | Corregidora            | 16 de julio | 17:00     | 0            | 1          | 0         |           |
| UNAM        | 0 - 0     | Necaxa               | Olímpico Universitario | 17 de julio | 12:00     | 2,653        | 1          | 0         |           |
| América     | 2 - 1     | Santos               | Azteca                 | 18 de julio | 12:00     | 3,164        | 3          | 0         |           |
| Puebla      | 3 - 1     | León                 | Cuauhtémoc             | 18 de julio | 12:00     | 482          | 0          | 0         |           |
| Toluca      | 2 - 3     | Atlas                | Nemesio Díez           | 19 de julio | 17:00     | 624          | 3          | 0         |           |
| Pachuca     | 0 - 0     | Tijuana              | Hidalgo                | 19 de julio | 19:00     | 0            | 1          | 0         |           |
| Tigres      | 2 - 0     | Mazatlán             | Universitario          | 19 de julio | 19:00     | 5,530        | 0          | 0         |           |
| Guadalajara | 5 - 0     | Atlético de San Luis | Akron                  | 19 de julio | 21:00     | 781          | 3          | 0         |           |
| Juárez      | 0 - 1     | Cruz Azul            | Olímpico Benito Juárez | 19 de julio | 21:00     | 0            | 3          | 0         |           |

| Jornada 2            | Jornada 2 | Jornada 2   | Jornada 2                 | Jornada 2   | Jornada 2 | Jornada 2    | Jornada 2  | Jornada 2 | Jornada 2 |
| Local                | Resultado | Visitante   | Estadio                   | Fecha       | Hora      | Espectadores | Amonestado | Expulsado |           |
| -------------------- | --------- | ----------- | ------------------------- | ----------- | --------- | ------------ | ---------- | --------- | --------- |
| América              | 3 - 0     | Puebla      | Azteca                    | 23 de julio | 17:00     | 3,510        | 0          | 0         |           |
| Mazatlán             | 0 - 2     | Santos      | Mazatlán                  | 23 de julio | 20:00     | 561          | 5          | 0         |           |
| Atlas                | 2 - 1     | Querétaro   | CECAF                     | 24 de julio | 12:00     | 0            | 1          | 2         |           |
| Cruz Azul            | 1 - 1     | Guadalajara | Instalaciones de La Noria | 24 de julio | 12:00     | 0            | 0          | 0         |           |
| Monterrey            | 2 - 0     | Juárez      | El Barrial                | 25 de julio | 10:30     | 128          | 3          | 0         |           |
| Atlético de San Luis | 2 - 1     | UNAM        | Alfonso Lastras Ramírez   | 25 de julio | 17:00     | 1,352        | 4          | 0         |           |
| Necaxa               | 1 - 2     | Pachuca     | Victoria                  | 26 de julio | 17:00     | 478          | 0          | 0         |           |
| León                 | 0 - 2     | Tigres      | Nou Camp                  | 26 de julio | 19:00     | 400          | 2          | 0         |           |
| Tijuana              | 2 - 0     | Toluca      | Caliente                  | 26 de julio | 21:00     | 0            | 2          | 0         |           |

| Jornada 3   | Jornada 3 | Jornada 3            | Jornada 3              | Jornada 3   | Jornada 3 | Jornada 3    | Jornada 3  | Jornada 3 | Jornada 3 |
| Local       | Resultado | Visitante            | Estadio                | Fecha       | Hora      | Espectadores | Amonestado | Expulsado |           |
| ----------- | --------- | -------------------- | ---------------------- | ----------- | --------- | ------------ | ---------- | --------- | --------- |
| Querétaro   | 1 - 3     | América              | Corregidora            | 30 de julio | 17:00     | 0            | 3          | 0         |           |
| Toluca      | 1 - 0     | Atlético de San Luis | Nemesio Díez           | 31 de julio | 12:00     | 1,947        | 2          | 0         |           |
| Pachuca     | 0 - 1     | Cruz Azul            | Hidalgo                | 31 de julio | 19:00     | 0            | 3          | 0         |           |
| Puebla      | 2 - 0     | Mazatlán             | Cuauhtémoc             | 1 de agosto | 12:00     | 470          | 1          | 0         |           |
| UNAM        | 0 - 3     | Monterrey            | Olímpico Universitario | 2 de agosto | 17:00     | 0            | 4          | 0         |           |
| Guadalajara | 2 - 1     | León                 | Akron                  | 2 de agosto | 19:00     | 890          | 5          | 0         |           |
| Tigres      | 8 - 1     | Necaxa               | Universitario          | 2 de agosto | 19:00     | 4,105        | 0          | 0         |           |
| Santos      | 0 - 0     | Tijuana              | Corona                 | 2 de agosto | 21:00     | 617          | 1          | 0         |           |
| Juárez      | 0 - 3     | Atlas                | Olímpico Benito Juárez | 2 de agosto | 21:00     | 0            | 0          | 0         |           |

| Jornada 4            | Jornada 4 | Jornada 4   | Jornada 4                 | Jornada 4   | Jornada 4 | Jornada 4    | Jornada 4  | Jornada 4 | Jornada 4 |
| Local                | Resultado | Visitante   | Estadio                   | Fecha       | Hora      | Espectadores | Amonestado | Expulsado |           |
| -------------------- | --------- | ----------- | ------------------------- | ----------- | --------- | ------------ | ---------- | --------- | --------- |
| Atlas                | 0 - 4     | Tigres      | CECAF                     | 7 de agosto | 12:00     | 0            | 3          | 2         |           |
| Cruz Azul            | 1 - 1     | UNAM        | Instalaciones de La Noria | 7 de agosto | 12:00     | 0            | 4          | 0         |           |
| Atlético de San Luis | 1 - 1     | Pachuca     | Alfonso Lastras Ramírez   | 8 de agosto | 17:00     | 1,043        | 2          | 0         |           |
| Necaxa               | 0 - 3     | Santos      | Victoria                  | 9 de agosto | 17:00     | 281          | 3          | 0         |           |
| León                 | 5 - 0     | Mazatlán    | Nou Camp                  | 9 de agosto | 17:00     | 201          | 6          | 0         |           |
| América              | 1 - 3     | Toluca      | Azteca                    | 9 de agosto | 19:00     | 2,410        | 4          | 1         |           |
| Monterrey            | 2 - 0     | Puebla      | BBVA                      | 9 de agosto | 19:00     | 1,020        | 1          | 0         |           |
| Tijuana              | 1 - 1     | Querétaro   | Caliente                  | 9 de agosto | 21:00     | 0            | 2          | 0         |           |
| Juárez               | 1 - 2     | Guadalajara | Olímpico Benito Juárez    | 9 de agosto | 21:00     | 0            | 2          | 0         |           |

| Jornada 5   | Jornada 5 | Jornada 5            | Jornada 5              | Jornada 5    | Jornada 5 | Jornada 5    | Jornada 5  | Jornada 5 | Jornada 5 |
| Local       | Resultado | Visitante            | Estadio                | Fecha        | Hora      | Espectadores | Amonestado | Expulsado |           |
| ----------- | --------- | -------------------- | ---------------------- | ------------ | --------- | ------------ | ---------- | --------- | --------- |
| Querétaro   | 1 - 1     | León                 | Corregidora            | 13 de agosto | 17:00     | 0            | 1          | 0         |           |
| Mazatlán    | 0 - 3     | Monterrey            | Mazatlán               | 13 de agosto | 20:00     | 427          | 2          | 0         |           |
| Toluca      | 1 - 1     | Juárez               | Nemesio Díez           | 14 de agosto | 12:00     | 1,547        | 1          | 0         |           |
| Guadalajara | 6 - 0     | Necaxa               | Verde Valle            | 15 de agosto | 10:30     | 0            | 1          | 0         |           |
| Puebla      | 3 - 0     | Cruz Azul            | Cuauhtémoc             | 15 de agosto | 12:00     | 510          | 4          | 1         |           |
| UNAM        | 1 - 2     | Tijuana              | Olímpico Universitario | 16 de agosto | 17:00     | 0            | 0          | 0         |           |
| Pachuca     | 0 - 2     | América              | Hidalgo                | 16 de agosto | 19:00     | 0            | 3          | 0         |           |
| Tigres      | 5 - 1     | Atlético de San Luis | Universitario          | 16 de agosto | 19:00     | 3,705        | 1          | 0         |           |
| Santos      | 2 - 2     | Atlas                | Corona                 | 16 de agosto | 21:00     | 497          | 2          | 0         |           |

| Jornada 6 | Jornada 6 | Jornada 6            | Jornada 6                 | Jornada 6    | Jornada 6 | Jornada 6    | Jornada 6  | Jornada 6 | Jornada 6 |
| Local     | Resultado | Visitante            | Estadio                   | Fecha        | Hora      | Espectadores | Amonestado | Expulsado |           |
| --------- | --------- | -------------------- | ------------------------- | ------------ | --------- | ------------ | ---------- | --------- | --------- |
| Querétaro | 4 - 0     | Juárez               | Corregidora               | 20 de agosto | 17:00     | 0            | 2          | 0         |           |
| Cruz Azul | 0 - 3     | Tigres               | Instalaciones de La Noria | 21 de agosto | 12:00     | 0            | 2          | 0         |           |
| Atlas     | 0 - 0     | UNAM                 | Jalisco                   | 22 de agosto | 12:00     | 0            | 3          | 0         |           |
| Necaxa    | 1 - 0     | Puebla               | Victoria                  | 23 de agosto | 17:00     | 192          | 5          | 4         |           |
| América   | 4 - 0     | Atlético de San Luis | Azteca                    | 23 de agosto | 19:00     | 2,322        | 3          | 0         |           |
| León      | 1 - 6     | Santos               | Nou Camp                  | 23 de agosto | 19:00     | 481          | 2          | 0         |           |
| Monterrey | 2 - 0     | Toluca               | BBVA                      | 23 de agosto | 19:00     | 1,321        | 2          | 0         |           |
| Mazatlán  | 3 - 3     | Pachuca              | Mazatlán                  | 23 de agosto | 20:00     | 318          | 3          | 1         |           |
| Tijuana   | 0 - 1     | Guadalajara          | Caliente                  | 23 de agosto | 21:00     | 0            | 0          | 0         |           |

| Jornada 7            | Jornada 7 | Jornada 7 | Jornada 7               | Jornada 7    | Jornada 7 | Jornada 7    | Jornada 7  | Jornada 7 | Jornada 7 |
| Local                | Resultado | Visitante | Estadio                 | Fecha        | Hora      | Espectadores | Amonestado | Expulsado |           |
| -------------------- | --------- | --------- | ----------------------- | ------------ | --------- | ------------ | ---------- | --------- | --------- |
| Atlas                | 1 - 2     | Monterrey | Jalisco                 | 28 de agosto | 12:00     | 0            | 6          | 0         |           |
| UNAM                 | 2 - 0     | Querétaro | Olímpico Universitario  | 28 de agosto | 12:00     | 0            | 0          | 0         |           |
| Guadalajara          | 2 - 0     | Mazatlán  | Verde Valle             | 29 de agosto | 10:30     | 0            | 0          | 0         |           |
| Atlético de San Luis | 1 - 3     | Tijuana   | Alfonso Lastras Ramírez | 29 de agosto | 17:00     | 234          | 2          | 2         |           |
| Necaxa               | 0 - 2     | América   | Victoria                | 30 de agosto | 17:00     | 633          | 4          | 0         |           |
| Pachuca              | 6 - 2     | Puebla    | Hidalgo                 | 30 de agosto | 19:00     | 0            | 3          | 0         |           |
| Tigres               | 4 - 0     | Toluca    | Universitario           | 30 de agosto | 19:00     | 4,013        | 3          | 0         |           |
| Santos               | 4 - 0     | Cruz Azul | Corona                  | 30 de agosto | 21:00     | 601          | 4          | 0         |           |
| Juárez               | 0 - 2     | León      | Olímpico Benito Juárez  | 30 de agosto | 21:00     | 0            | 3          | 0         |           |

| Jornada 8   | Jornada 8 | Jornada 8            | Jornada 8                 | Jornada 8       | Jornada 8 | Jornada 8    | Jornada 8  | Jornada 8 | Jornada 8 |
| Local       | Resultado | Visitante            | Estadio                   | Fecha           | Hora      | Espectadores | Amonestado | Expulsado |           |
| ----------- | --------- | -------------------- | ------------------------- | --------------- | --------- | ------------ | ---------- | --------- | --------- |
| Querétaro   | 1 - 2     | Tigres               | Corregidora               | 3 de septiembre | 17:00     | 0            | 2          | 0         |           |
| Mazatlán    | 1 - 2     | Juárez               | Deportivo Benito Juárez   | 4 de septiembre | 10:00     | 0            | 5          | 0         |           |
| Cruz Azul   | 2 - 0     | Atlético de San Luis | Instalaciones de La Noria | 4 de septiembre | 12:00     | 0            | 0          | 0         |           |
| Guadalajara | 1 - 0     | Atlas                | Akron                     | 4 de septiembre | 18:10     | 2,776        | 4          | 0         |           |
| América     | 2 - 2     | UNAM                 | Azteca                    | 4 de septiembre | 20:00     | 3,191        | 2          | 0         |           |
| Puebla      | 2 - 3     | Santos               | Cuauhtémoc                | 5 de septiembre | 12:00     | 471          | 4          | 0         |           |
| Toluca      | 0 - 1     | Necaxa               | Nemesio Díez              | 6 de septiembre | 17:00     | 859          | 1          | 0         |           |
| Pachuca     | 0 - 1     | Monterrey            | Hidalgo                   | 6 de septiembre | 19:00     | 0            | 5          | 0         |           |
| Tijuana     | 4 - 0     | León                 | Caliente                  | 6 de septiembre | 21:00     | 0            | 1          | 0         |           |

| Jornada 9            | Jornada 9 | Jornada 9   | Jornada 9                 | Jornada 9        | Jornada 9 | Jornada 9    | Jornada 9  | Jornada 9 | Jornada 9 |
| Local                | Resultado | Visitante   | Estadio                   | Fecha            | Hora      | Espectadores | Amonestado | Expulsado |           |
| -------------------- | --------- | ----------- | ------------------------- | ---------------- | --------- | ------------ | ---------- | --------- | --------- |
| Cruz Azul            | 2 - 1     | Toluca      | Instalaciones de La Noria | 11 de septiembre | 12:00     | 0            | 4          | 1         |           |
| Juárez               | 1 - 1     | América     | Olímpico Benito Juárez    | 12 de septiembre | 10:00     | 0            | 2          | 0         |           |
| Monterrey            | 4 - 0     | Tijuana     | El Barrial                | 12 de septiembre | 10:30     | 160          | 1          | 0         |           |
| Puebla               | 0 - 1     | Querétaro   | Cuauhtémoc                | 12 de septiembre | 12:00     | 324          | 3          | 0         |           |
| Atlético de San Luis | 0 - 0     | Atlas       | Alfonso Lastras Ramírez   | 12 de septiembre | 17:00     | 733          | 3          | 0         |           |
| Santos               | 5 - 4     | Guadalajara | Corona                    | 12 de septiembre | 21:00     | 907          | 2          | 0         |           |
| Tigres               | 5 - 0     | Pachuca     | Universitario             | 12 de septiembre | 21:00     | 6,725        | 1          | 0         |           |
| Necaxa               | 3 - 0     | Mazatlán    | Victoria                  | 13 de septiembre | 17:00     | 193          | 2          | 0         |           |
| León                 | 0 - 0     | UNAM        | Nou Camp                  | 13 de septiembre | 19:00     | 379          | 3          | 0         |           |

| Jornada 10  | Jornada 10 | Jornada 10           | Jornada 10             | Jornada 10       | Jornada 10 | Jornada 10   | Jornada 10 | Jornada 10 | Jornada 10 |
| Local       | Resultado  | Visitante            | Estadio                | Fecha            | Hora       | Espectadores | Amonestado | Expulsado  |            |
| ----------- | ---------- | -------------------- | ---------------------- | ---------------- | ---------- | ------------ | ---------- | ---------- | ---------- |
| Querétaro   | 1 - 1      | Atlético de San Luis | Corregidora            | 24 de septiembre | 17:00      | 0            | 3          | 0          |            |
| Mazatlán    | 0 - 0      | América              | Mazatlán               | 24 de septiembre | 20:00      | 1,192        | 3          | 0          |            |
| Atlas       | 3 - 0      | Cruz Azul            | Jalisco                | 26 de septiembre | 12:00      | 0            | 4          | 0          |            |
| Santos      | 2 - 2      | Monterrey            | Corona                 | 27 de septiembre | 17:00      | 831          | 2          | 0          |            |
| UNAM        | 3 - 0      | Juárez               | Olímpico Universitario | 27 de septiembre | 19:00      | 1,256        | 0          | 0          |            |
| Toluca      | 1 - 1      | Puebla               | Nemesio Díez           | 27 de septiembre | 19:00      | 2,947        | 7          | 0          |            |
| Tigres      | 3 - 0      | Tijuana              | Universitario          | 27 de septiembre | 19:00      | 4,290        | 2          | 0          |            |
| León        | 1 - 1      | Necaxa               | Nou Camp               | 27 de septiembre | 19:00      | 170          | 3          | 0          |            |
| Guadalajara | 2 - 1      | Pachuca              | Akron                  | 27 de septiembre | 21:00      | 1,007        | 2          | 0          |            |

| Jornada 11           | Jornada 11 | Jornada 11  | Jornada 11              | Jornada 11   | Jornada 11 | Jornada 11   | Jornada 11 | Jornada 11 | Jornada 11 |
| Local                | Resultado  | Visitante   | Estadio                 | Fecha        | Hora       | Espectadores | Amonestado | Expulsado  |            |
| -------------------- | ---------- | ----------- | ----------------------- | ------------ | ---------- | ------------ | ---------- | ---------- | ---------- |
| UNAM                 | 1 - 0      | Guadalajara | Olímpico Universitario  | 2 de octubre | 12:00      | 2,974        | 4          | 0          |            |
| Pachuca              | 1 - 1      | Toluca      | Hidalgo                 | 2 de octubre | 19:00      | 2,048        | 4          | 0          |            |
| Puebla               | 0 - 3      | Tigres      | Cuauhtémoc              | 3 de octubre | 12:00      | 1,387        | 1          | 0          |            |
| Atlético de San Luis | 1 - 1      | Mazatlán    | Alfonso Lastras Ramírez | 3 de octubre | 17:00      | 554          | 2          | 0          |            |
| Necaxa               | 2 - 0      | Querétaro   | Victoria                | 4 de octubre | 17:00      | 185          | 3          | 0          |            |
| América              | 2 - 1      | Cruz Azul   | Azteca                  | 4 de octubre | 19:00      | 3,442        | 3          | 1          |            |
| Monterrey            | 3 - 1      | León        | BBVA                    | 4 de octubre | 19:00      | 1,524        | 6          | 0          |            |
| Tijuana              | 1 - 2      | Atlas       | Caliente                | 4 de octubre | 21:00      | 0            | 4          | 0          |            |
| Juárez               | 1 - 2      | Santos      | Olímpico Benito Juárez  | 4 de octubre | 21:00      | 0            | 3          | 0          |            |

| Jornada 12           | Jornada 12 | Jornada 12 | Jornada 12                | Jornada 12    | Jornada 12 | Jornada 12   | Jornada 12 | Jornada 12 | Jornada 12 |
| Local                | Resultado  | Visitante  | Estadio                   | Fecha         | Hora       | Espectadores | Amonestado | Expulsado  |            |
| -------------------- | ---------- | ---------- | ------------------------- | ------------- | ---------- | ------------ | ---------- | ---------- | ---------- |
| Mazatlán             | 1 - 0      | Querétaro  | Mazatlán                  | 8 de octubre  | 20:00      | 823          | 4          | 0          |            |
| Atlas                | 1 - 0      | Necaxa     | Jalisco                   | 9 de octubre  | 12:00      | 0            | 5          | 0          |            |
| Cruz Azul            | 0 - 0      | León       | Instalaciones de La Noria | 9 de octubre  | 12:00      | 0            | 5          | 0          |            |
| Toluca               | 1 - 0      | Santos     | Nemesio Díez              | 9 de octubre  | 16:00      | 1,061        | 2          | 0          |            |
| Tigres               | 2 - 1      | Monterrey  | Universitario             | 9 de octubre  | 19:30      | 25,406       | 6          | 0          |            |
| Atlético de San Luis | 4 - 0      | Juárez     | Alfonso Lastras Ramírez   | 10 de octubre | 17:00      | 583          | 4          | 0          |            |
| Pachuca              | 1 - 1      | UNAM       | Hidalgo                   | 11 de octubre | 19:00      | 3,823        | 4          | 0          |            |
| Guadalajara          | 2 - 1      | América    | Akron                     | 11 de octubre | 21:00      | 3,998        | 3          | 1          |            |
| Tijuana              | 2 - 0      | Puebla     | Caliente                  | 11 de octubre | 21:00      | 0            | 1          | 0          |            |

| Jornada 13  | Jornada 13 | Jornada 13           | Jornada 13                | Jornada 13    | Jornada 13 | Jornada 13   | Jornada 13 | Jornada 13 |
| Local       | Resultado  | Visitante            | Estadio                   | Fecha         | Hora       | Espectadores | Amonestado | Expulsado  |
| ----------- | ---------- | -------------------- | ------------------------- | ------------- | ---------- | ------------ | ---------- | ---------- |
| Querétaro   | 0 - 1      | Toluca               | Corregidora               | 15 de octubre | 17:00      | 0            | 4          | 0          |
| Guadalajara | 1 - 1      | Tigres               | Akron                     | 15 de octubre | 21:05      | 2,922        | 3          | 0          |
| Cruz Azul   | 2 - 0      | Mazatlán             | Instalaciones de La Noria | 16 de octubre | 12:00      | 0            | 7          | 0          |
| Necaxa      | 1 - 6      | Monterrey            | Victoria                  | 16 de octubre | 19:00      | 636          | 3          | 0          |
| Puebla      | 1 - 1      | Atlético de San Luis | Cuauhtémoc                | 17 de octubre | 12:00      | 296          | 5          | 0          |
| América     | 2 - 0      | Tijuana              | Cancha Centenario n.º 5   | 17 de octubre | 15:45      | 0            | 1          | 2          |
| León        | 0 - 1      | Atlas                | Nou Camp                  | 17 de octubre | 19:00      | 533          | 5          | 0          |
| Santos      | 2 - 0      | UNAM                 | Cancha Alterna TSM        | 18 de octubre | 17:00      | 0            | 5          | 1          |
| Juárez      | 1 - 3      | Pachuca              | Olímpico Benito Juárez    | 18 de octubre | 21:00      | 80           | 5          | 1          |

| Jornada 14 | Jornada 14 | Jornada 14           | Jornada 14             | Jornada 14     | Jornada 14 | Jornada 14   | Jornada 14 | Jornada 14 | Jornada 14 |
| Local      | Resultado  | Visitante            | Estadio                | Fecha          | Hora       | Espectadores | Amonestado | Expulsado  |            |
| ---------- | ---------- | -------------------- | ---------------------- | -------------- | ---------- | ------------ | ---------- | ---------- | ---------- |
| Querétaro  | 1 - 2      | Cruz Azul            | Corregidora            | 29 de octubre  | 17:00      | 0            | 6          | 0          |            |
| Mazatlán   | 0 - 3      | Atlas                | Mazatlán               | 29 de octubre  | 20:00      | 1,117        | 0          | 0          |            |
| UNAM       | 2 - 0      | Toluca               | Olímpico Universitario | 30 de octubre  | 12:00      | 1,125        | 3          | 1          |            |
| Puebla     | 1 - 1      | Guadalajara          | Cuauhtémoc             | 31 de octubre  | 12:00      | 1,463        | 0          | 0          |            |
| Necaxa     | 1 - 2      | Tijuana              | Victoria               | 1 de noviembre | 17:00      | 394          | 1          | 0          |            |
| León       | 1 - 3      | Pachuca              | Nou Camp               | 1 de noviembre | 19:00      | 395          | 3          | 0          |            |
| Monterrey  | 3 - 1      | América              | BBVA                   | 1 de noviembre | 19:00      | 2,454        | 2          | 0          |            |
| Tigres     | 3 - 0      | Juárez               | Universitario          | 1 de noviembre | 19:00      | 5,840        | 3          | 0          |            |
| Santos     | 3 - 1      | Atlético de San Luis | Corona                 | 1 de noviembre | 21:00      | 957          | 1          | 0          |            |

| Jornada 15           | Jornada 15 | Jornada 15 | Jornada 15                | Jornada 15     | Jornada 15 | Jornada 15   | Jornada 15 | Jornada 15 | Jornada 15 |
| Local                | Resultado  | Visitante  | Estadio                   | Fecha          | Hora       | Espectadores | Amonestado | Expulsado  |            |
| -------------------- | ---------- | ---------- | ------------------------- | -------------- | ---------- | ------------ | ---------- | ---------- | ---------- |
| Atlas                | 3 - 2      | América    | Jalisco                   | 6 de noviembre | 12:00      | 0            | 1          | 1          |            |
| Cruz Azul            | 1 - 0      | Necaxa     | Instalaciones de La Noria | 6 de noviembre | 12:00      | 87           | 5          | 1          |            |
| Guadalajara          | 0 - 2      | Querétaro  | Verde Valle               | 7 de noviembre | 10:30      | 0            | 3          | 0          |            |
| Atlético de San Luis | 0 - 3      | Monterrey  | Alfonso Lastras Ramírez   | 7 de noviembre | 17:00      | 1,080        | 3          | 0          |            |
| Toluca               | 0 - 3      | León       | Nemesio Díez              | 8 de noviembre | 17:00      | 711          | 1          | 0          |            |
| Pachuca              | 4 - 0      | Santos     | Hidalgo                   | 8 de noviembre | 19:00      | 3,014        | 1          | 1          |            |
| Tigres               | 2 - 1      | UNAM       | Universitario             | 8 de noviembre | 19:10      | 5,504        | 1          | 0          |            |
| Tijuana              | 5 - 0      | Mazatlán   | Caliente                  | 8 de noviembre | 21:00      | 0            | 1          | 0          |            |
| Juárez               | 1 - 2      | Puebla     | Olímpico Benito Juárez    | 8 de noviembre | 21:15      | 0            | 2          | 0          |            |

| Jornada 16 | Jornada 16 | Jornada 16           | Jornada 16             | Jornada 16      | Jornada 16 | Jornada 16   | Jornada 16 | Jornada 16 | Jornada 16 |
| Local      | Resultado  | Visitante            | Estadio                | Fecha           | Hora       | Espectadores | Amonestado | Expulsado  |            |
| ---------- | ---------- | -------------------- | ---------------------- | --------------- | ---------- | ------------ | ---------- | ---------- | ---------- |
| León       | 0 - 0      | Atlético de San Luis | Nou Camp               | 12 de noviembre | 18:00      | 163          | 5          | 0          |            |
| Mazatlán   | 0 - 1      | Toluca               | Mazatlán               | 12 de noviembre | 20:00      | 624          | 0          | 0          |            |
| Atlas      | 2 - 1      | Pachuca              | Jalisco                | 13 de noviembre | 12:00      | 10           | 3          | 0          |            |
| UNAM       | 0 - 1      | Puebla               | Olímpico Universitario | 13 de noviembre | 12:00      | 826          | 2          | 0          |            |
| Necaxa     | 3 - 1      | Juárez               | Victoria               | 13 de noviembre | 16:00      | 295          | 6          | 1          |            |
| Querétaro  | 4 - 2      | Santos               | Corregidora            | 13 de noviembre | 17:00      | 0            | 8          | 0          |            |
| América    | 1 - 1      | Tigres               | Azteca                 | 13 de noviembre | 20:00      | 7,624        | 2          | 0          |            |
| Monterrey  | 2 - 1      | Guadalajara          | BBVA                   | 15 de noviembre | 19:00      | 5,149        | 6          | 0          |            |
| Tijuana    | 4 - 1      | Cruz Azul            | Caliente               | 15 de noviembre | 21:00      | 0            | 2          | 0          |            |

| Jornada 17           | Jornada 17 | Jornada 17  | Jornada 17              | Jornada 17      | Jornada 17 | Jornada 17   | Jornada 17 | Jornada 17 | Jornada 17 |
| Local                | Resultado  | Visitante   | Estadio                 | Fecha           | Hora       | Espectadores | Amonestado | Expulsado  |            |
| -------------------- | ---------- | ----------- | ----------------------- | --------------- | ---------- | ------------ | ---------- | ---------- | ---------- |
| Toluca               | 0 - 4      | Guadalajara | Nemesio Díez            | 19 de noviembre | 17:00      | 2,416        | 2          | 0          |            |
| América              | 4 - 1      | León        | Cancha Centenario n.º 5 | 20 de noviembre | 10:00      | 520          | 4          | 1          |            |
| UNAM                 | 4 - 0      | Mazatlán    | Olímpico Universitario  | 20 de noviembre | 12:00      | 713          | 1          | 0          |            |
| Monterrey            | 5 - 0      | Cruz Azul   | BBVA                    | 20 de noviembre | 17:00      | 2,662        | 1          | 0          |            |
| Juárez               | 2 - 4      | Tijuana     | Olímpico Benito Juárez  | 20 de noviembre | 17:00      | 75           | 0          | 0          |            |
| Pachuca              | 2 - 0      | Querétaro   | Hidalgo                 | 20 de noviembre | 19:00      | 1,613        | 3          | 0          |            |
| Puebla               | 0 - 4      | Atlas       | Cuauhtémoc              | 21 de noviembre | 12:00      | 846          | 2          | 0          |            |
| Atlético de San Luis | 1 - 1      | Necaxa      | Alfonso Lastras Ramírez | 21 de noviembre | 17:00      | 465          | 2          | 0          |            |
| Santos               | 0 - 2      | Tigres      | Corona                  | 21 de noviembre | 21:00      | 1,792        | 3          | 1          |            |

## Tabla General
- Datos según la página oficial de la competición.
- Fecha de actualización: 21 de noviembre de 2021

|     | Equipos              | PJ | PG | PE | PP | GF | GC | Dif. | Pts. |
| --- | -------------------- | -- | -- | -- | -- | -- | -- | ---- | ---- |
| 1.  | Tigres               | 17 | 15 | 2  | 0  | 52 | 7  | +45  | 47   |
| 2.  | Monterrey            | 17 | 14 | 2  | 1  | 45 | 10 | +35  | 44   |
| 3.  | Atlas                | 17 | 11 | 3  | 3  | 30 | 16 | +14  | 36   |
| 4.  | Guadalajara          | 17 | 10 | 3  | 4  | 35 | 17 | +18  | 33   |
| 5.  | América              | 17 | 9  | 4  | 4  | 33 | 19 | +14  | 31   |
| 6.  | Santos               | 17 | 9  | 3  | 5  | 37 | 26 | +11  | 30   |
| 7.  | Tijuana              | 17 | 9  | 3  | 5  | 30 | 19 | +11  | 30   |
| 8.  | Cruz Azul            | 17 | 7  | 3  | 7  | 15 | 28 | -13  | 24   |
| 9.  | Pachuca              | 17 | 6  | 5  | 6  | 28 | 24 | +4   | 23   |
| 10. | UNAM                 | 17 | 5  | 6  | 6  | 19 | 16 | +3   | 21   |
| 11. | Puebla               | 17 | 5  | 3  | 9  | 18 | 30 | -12  | 18   |
| 12. | Toluca               | 17 | 5  | 3  | 9  | 13 | 27 | -14  | 18   |
| 13. | Necaxa               | 17 | 5  | 3  | 9  | 16 | 34 | -18  | 18   |
| 14. | Querétaro            | 17 | 4  | 4  | 9  | 19 | 23 | -4   | 16   |
| 15. | León                 | 17 | 3  | 5  | 9  | 18 | 30 | -12  | 14   |
| 16. | Atlético de San Luis | 17 | 2  | 7  | 8  | 14 | 32 | -18  | 13   |
| 17. | Mazatlán             | 17 | 1  | 3  | 13 | 6  | 40 | -34  | 6    |
| 18. | Juárez               | 17 | 1  | 2  | 14 | 11 | 41 | -30  | 5    |

| Simbología |
| --- |
| Pos – Posición; PJ – Partidos Jugados; PG - Partidos Ganados; PE - Partidos Empatados; PP - Partidos Perdidos; GF – Goles a Favor; GC – Goles en Contra; DIF – Diferencia de Goles; PTS - Puntos. |

|  | Líder, Clasifica a Liguilla (1.º Lugar). |
|  | Clasifica a Liguilla (2.º a 8.º Lugar).  |
|  | Último lugar.                            |

### Evolución de la clasificación
Fecha de actualización: 21 de noviembre de 2021
| Equipo / Jornada     | 01 | 02 | 03 | 04 | 05 | 06 | 07 | 08 | 09 | 10 | 11 | 12 | 13 | 14 | 15 | 16 | 17 |
| -------------------- | -- | -- | -- | -- | -- | -- | -- | -- | -- | -- | -- | -- | -- | -- | -- | -- | -- |
| Tigres               | 3  | 2  | 1  | 1  | 1  | 1  | 1  | 1  | 1  | 1  | 1  | 1  | 1  | 1  | 1  | 1  | 1  |
| Monterrey            | 7  | 5  | 5  | 3  | 3  | 3  | 3  | 3  | 2  | 2  | 2  | 2  | 2  | 2  | 2  | 2  | 2  |
| Atlas                | 4  | 3  | 3  | 5  | 5  | 6  | 7  | 7  | 8  | 6  | 6  | 6  | 6  | 6  | 5  | 3  | 3  |
| Guadalajara          | 1  | 4  | 4  | 2  | 2  | 2  | 2  | 2  | 3  | 3  | 3  | 3  | 3  | 4  | 4  | 4  | 4  |
| América              | 5  | 1  | 2  | 4  | 4  | 4  | 4  | 4  | 5  | 5  | 5  | 5  | 5  | 5  | 6  | 6  | 5  |
| Santos               | 14 | 9  | 9  | 7  | 8  | 5  | 5  | 5  | 4  | 4  | 4  | 4  | 4  | 3  | 3  | 5  | 6  |
| Tijuana              | 11 | 6  | 8  | 8  | 6  | 7  | 6  | 6  | 6  | 7  | 7  | 7  | 7  | 7  | 7  | 7  | 7  |
| Cruz Azul            | 6  | 8  | 6  | 6  | 9  | 9  | 10 | 8  | 7  | 8  | 9  | 9  | 8  | 8  | 8  | 8  | 8  |
| Pachuca              | 10 | 7  | 10 | 11 | 11 | 12 | 8  | 9  | 11 | 13 | 12 | 12 | 11 | 10 | 9  | 9  | 9  |
| UNAM                 | 12 | 13 | 14 | 15 | 15 | 16 | 14 | 11 | 13 | 9  | 8  | 8  | 9  | 9  | 10 | 10 | 10 |
| Puebla               | 2  | 10 | 7  | 10 | 7  | 8  | 9  | 10 | 12 | 12 | 13 | 15 | 13 | 13 | 11 | 11 | 11 |
| Toluca               | 13 | 15 | 11 | 9  | 10 | 10 | 12 | 13 | 15 | 15 | 14 | 11 | 10 | 11 | 12 | 12 | 12 |
| Necaxa               | 9  | 14 | 15 | 16 | 17 | 15 | 16 | 14 | 9  | 10 | 10 | 10 | 12 | 12 | 13 | 13 | 13 |
| Querétaro            | 8  | 12 | 13 | 14 | 14 | 11 | 13 | 15 | 10 | 11 | 11 | 13 | 15 | 15 | 14 | 14 | 14 |
| León                 | 16 | 17 | 16 | 13 | 12 | 13 | 11 | 12 | 14 | 14 | 15 | 14 | 16 | 16 | 15 | 15 | 15 |
| Atlético de San Luis | 18 | 11 | 12 | 12 | 13 | 14 | 15 | 17 | 17 | 16 | 16 | 16 | 14 | 14 | 16 | 16 | 16 |
| Mazatlán             | 17 | 18 | 17 | 18 | 18 | 18 | 18 | 18 | 18 | 18 | 18 | 17 | 17 | 17 | 17 | 17 | 17 |
| Juárez               | 15 | 16 | 18 | 17 | 16 | 17 | 17 | 16 | 16 | 17 | 17 | 18 | 18 | 18 | 18 | 18 | 18 |

## Liguilla
|  | Cuartos de final                                             | Cuartos de final                                             | Cuartos de final                                             |   |               | Semifinales                                                    | Semifinales                                                    | Semifinales                                                    |  |  | Final                                                          | Final                                                          | Final                                                          |
|  | 3 de diciembre de 2021 (ida) 6 de diciembre de 2021 (vuelta) | 3 de diciembre de 2021 (ida) 6 de diciembre de 2021 (vuelta) | 3 de diciembre de 2021 (ida) 6 de diciembre de 2021 (vuelta) |   |               | 10 de diciembre de 2021 (ida) 13 de diciembre de 2021 (vuelta) | 10 de diciembre de 2021 (ida) 13 de diciembre de 2021 (vuelta) | 10 de diciembre de 2021 (ida) 13 de diciembre de 2021 (vuelta) |  |  | 17 de diciembre de 2021 (ida) 20 de diciembre de 2021 (vuelta) | 17 de diciembre de 2021 (ida) 20 de diciembre de 2021 (vuelta) | 17 de diciembre de 2021 (ida) 20 de diciembre de 2021 (vuelta) |
|  |                                                              |                                                              |                                                              |   |               |                                                                |                                                                |                                                                |  |  |                                                                |                                                                |                                                                |
|  | Tigres                                                       | 4                                                            | 4                                                            |   |               |                                                                |                                                                |                                                                |  |  |                                                                |                                                                |                                                                |
|  | Cruz Azul                                                    | 0                                                            | 0                                                            |   |               |                                                                |                                                                |                                                                |  |  |                                                                |                                                                |                                                                |
|  | Cruz Azul                                                    | 0                                                            | 0                                                            |   | Tigres        | 1                                                              | 4                                                              |                                                                |  |  |                                                                |                                                                |                                                                |
|  |                                                              |                                                              |                                                              |   | Tigres        | 1                                                              | 4                                                              |                                                                |  |  |                                                                |                                                                |                                                                |
|  |                                                              | América                                                      | 2                                                            | 0 |               |                                                                |                                                                |                                                                |  |  |                                                                |                                                                |                                                                |
|  | Guadalajara                                                  | América                                                      | 2                                                            | 0 | 1             | 0                                                              |                                                                |                                                                |  |  |                                                                |                                                                |                                                                |
|  | Guadalajara                                                  |                                                              |                                                              |   | 1             | 0                                                              |                                                                |                                                                |  |  |                                                                |                                                                |                                                                |
|  | América                                                      | 2                                                            | 0                                                            |   |               |                                                                |                                                                |                                                                |  |  |                                                                |                                                                |                                                                |
|  |                                                              |                                                              |                                                              |   |               |                                                                |                                                                |                                                                |  |  | Tigres                                                         | 2                                                              | 0 (1)                                                          |
|  |                                                              |                                                              | Monterrey (p.)                                               | 2 | 0 (3)         |                                                                |                                                                |                                                                |  |  |                                                                |                                                                |                                                                |
|  | Monterrey (*)                                                | 1                                                            | 1                                                            |   |               |                                                                |                                                                |                                                                |  |  |                                                                |                                                                |                                                                |
|  | Tijuana                                                      | 1                                                            | 1                                                            |   |               |                                                                |                                                                |                                                                |  |  |                                                                |                                                                |                                                                |
|  | Tijuana                                                      | 1                                                            | 1                                                            |   | Monterrey (*) | 0                                                              | 2                                                              |                                                                |  |  |                                                                |                                                                |                                                                |
|  |                                                              |                                                              |                                                              |   | Monterrey (*) | 0                                                              | 2                                                              |                                                                |  |  |                                                                |                                                                |                                                                |
|  |                                                              | Atlas                                                        | 1                                                            | 1 |               |                                                                |                                                                |                                                                |  |  |                                                                |                                                                |                                                                |
|  | Atlas                                                        | Atlas                                                        | 1                                                            | 1 | 2             | 2                                                              |                                                                |                                                                |  |  |                                                                |                                                                |                                                                |
|  | Atlas                                                        |                                                              |                                                              |   | 2             | 2                                                              |                                                                |                                                                |  |  |                                                                |                                                                |                                                                |
|  | Santos                                                       | 2                                                            | 1                                                            |   |               |                                                                |                                                                |                                                                |  |  |                                                                |                                                                |                                                                |

(*) Avanza por su posición de la tabla

### Cuartos de final

#### Tigres - Cruz Azul
| 3 de diciembre de 2021 | Cruz Azul | 0:4 (0:3) | Tigres                                                      | La Noria, Ciudad de México                                          |                                                                     |
| 12:45 (UTC -6)         |           | Reporte   | 4' S. Mayor · 35' M. Sánchez · 38' L. Ovalle · 89' B. Solís | Asistencia: 530 espectadores Árbitra: Ana Cristina Guarneros Lezama | Asistencia: 530 espectadores Árbitra: Ana Cristina Guarneros Lezama |

| 6 de diciembre de 2021                                           | Tigres                                              | 4:0 (1:0) (Global 8:0) | Cruz Azul | Estadio Universitario, San Nicolás de los Garza                    |                                                                    |
| 19:00 (UTC -6)                                                   | N. Antonio 4' · S. Ferrer 80' · M. Sánchez 84', 90' | Reporte                |           | Asistencia: 9,401 espectadores Árbitro(s): Itzel Hernández Fuentes | Asistencia: 9,401 espectadores Árbitro(s): Itzel Hernández Fuentes |
| Tigres avanzó a las semifinales tras ganar con un global de 8-0. |                                                     |                        |           |                                                                    |                                                                    |

#### Monterrey - Tijuana
| 3 de diciembre de 2021        | Tijuana     | 1:1 (1:0) | Monterrey        | Estadio Caliente, Tijuana                                       |                                                                 |
| 19:30 (UTC -8) 21:30 (UTC -6) | S. Muñoz 7' | Reporte   | 86' D. Monsiváis | Asistencia: 1,333 espectadores Árbitra: Karen Hernández Andrade | Asistencia: 1,333 espectadores Árbitra: Karen Hernández Andrade |

| 6 de diciembre de 2021                                                                                                  | Monterrey        | 1:1 (1:1) (Global 2:2) | Tijuana    | Estadio BBVA, Guadalupe                                               |                                                                       |
| 21:00 (UTC -6) 19:00 (UTC -8)                                                                                           | D. Monsiváis 42' | Reporte                | 32' A. Hix | Asistencia: 5,822 espectadores Árbitro(s): Katia Itzel García Mendoza | Asistencia: 5,822 espectadores Árbitro(s): Katia Itzel García Mendoza |
| Monterrey avanzó a las semifinales por su mejor posición en la tabla general, tras empate en el marcador global de 2-2. |                  |                        |            |                                                                       |                                                                       |

#### Atlas - Santos
| 3 de diciembre de 2021 | Santos                        | 2:2 (0:0) | Atlas                       | Estadio Corona, Torreón,                                             |                                                                      |
| 18:00 (UTC -6)         | M. Jiménez 56' · E. Gómez 59' | Reporte   | 52' F. Ibarra · 80' Z. Arce | Asistencia: 1,129 espectadores Árbitra: Priscila Eritzel Pérez Borja | Asistencia: 1,129 espectadores Árbitra: Priscila Eritzel Pérez Borja |

| 6 de diciembre de 2021                                          | Atlas                           | 2:1 (1:1) (Global 4:3) | Santos        | Estadio Jalisco, Guadalajara                                         |                                                                      |
| 12:00 (UTC -6)                                                  | A. González 29' · F. Ibarra 62' | Reporte                | 31' C. Peraza | Asistencia: 260 espectadores Árbitro(s): Diana Stephanía Pérez Borja | Asistencia: 260 espectadores Árbitro(s): Diana Stephanía Pérez Borja |
| Atlas avanzó a las semifinales tras ganar con un global de 4-3. |                                 |                        |               |                                                                      |                                                                      |

#### Guadalajara - América
| 3 de diciembre de 2021 | América                           | 2:1 (2:0) | Guadalajara      | Estadio Azteca, Ciudad de México                                      |                                                                       |
| 20:00 (UTC -6)         | S. Luebbert 10' · M. Castillo 38' | Reporte   | 49' A. Cervantes | Asistencia: 8,878 espectadores Árbitra: Lizzet Amairany García Olvera | Asistencia: 8,878 espectadores Árbitra: Lizzet Amairany García Olvera |

| 6 de diciembre de 2021                                            | Guadalajara | 0:0 (Global 1:2) | América | Estadio Akron, Zapopan                                                     |                                                                            |
| 19:00 (UTC -6)                                                    |             | Reporte          |         | Asistencia: 7,283 espectadores Árbitro(s): Francia María González Martínez | Asistencia: 7,283 espectadores Árbitro(s): Francia María González Martínez |
| América avanzó a las semifinales tras ganar con un global de 1-2. |             |                  |         |                                                                            |                                                                            |

### Semifinales

#### Tigres - América
| 10 de diciembre de 2021 | América                           | 2:1 (0:0) | Tigres       | Estadio Azteca, Ciudad de México                                        |                                                                         |
| 20:00 (UTC -6)          | D. Espinosa 55' · S. Luebbert 79' | Reporte   | 82' S. Mayor | Asistencia: 8,884 espectadores Árbitro(s): Priscila Eritzel Pérez Borja | Asistencia: 8,884 espectadores Árbitro(s): Priscila Eritzel Pérez Borja |

| 13 de diciembre de 2021                                                 | Tigres                                                     | 4:0 (0:0) (Global 5:2) | América | Estadio Universitario, San Nicolás de los Garza                     |                                                                     |
| 19:00 (UTC -6)                                                          | L. Mercado 58' · S. Mayor 63' (pen.) · M. Sánchez 70', 86' | Reporte                |         | Asistencia: 25,631 espectadores Árbitro(s): Karen Hernández Andrade | Asistencia: 25,631 espectadores Árbitro(s): Karen Hernández Andrade |
| Tigres avanzó a la gran final tras ganar en el marcador global por 5-2. |                                                            |                        |         |                                                                     |                                                                     |

#### Monterrey - Atlas
| 10 de diciembre de 2021 | Atlas           | 1:0 (0:0) | Monterrey | Estadio Jalisco, Guadalajara                                             |                                                                          |
| 11:00 (UTC -6)          | A. González 68' | Reporte   |           | Asistencia: 272 espectadores Árbitro(s): Francia María González Martínez | Asistencia: 272 espectadores Árbitro(s): Francia María González Martínez |

| 13 de diciembre de 2021                                                                                               | Monterrey                              | 2:1 0:1) (Global 2:2) | Atlas           | Estadio BBVA, Guadalupe                                                |                                                                        |
| 21:00 (UTC -6) | C. Burkenroad 56' · D. Evangelista 62' | Reporte               | 41' A. González | Asistencia: 8,594 espectadores Árbitro(s): Diana Stephanía Pérez Borja | Asistencia: 8,594 espectadores Árbitro(s): Diana Stephanía Pérez Borja |
| Monterrey avanzó a la gran final por su mejor posición en la tabla general, tras empate en el marcador global de 2-2. |                                        |                       |                 |                                                                        |                                                                        |

### Final

#### Tigres - Monterrey
| 17 de diciembre de 2021 | Monterrey                               | 2:2 (2:1) | Tigres                         | Estadio BBVA, Guadalupe                                            |                                                                    |
| 21:06 (UTC-6)           | C. Ferral 11' (a.g.) · L. Rodríguez 41' | Reporte   | 20' G. Espinoza · 71' S. Mayor | Asistencia: 34,191 espectadores Árbitro(s): Aldo Ballesteros Barba | Asistencia: 34,191 espectadores Árbitro(s): Aldo Ballesteros Barba |

| 20 de diciembre de 2021                                                                                    | Tigres                                          | 0:0 (1:3 p.)(Global 2:2)   | Monterrey                            | Estadio Universitario, San Nicolás de los Garza                             |                                                                             |
| 20:00 (UTC-6)                                                                                              |                                                 | Reporte                    |                                      | Asistencia: 36,843 espectadores Árbitro(s): Francia María González Martínez | Asistencia: 36,843 espectadores Árbitro(s): Francia María González Martínez |
| |                                                 | Tiros desde el punto penal |                                      |                                                                             |                                                                             |
| | L. Mercado · N. Antonio · L. Ovalle · N. Rangel |                            | D. Monsiváis · M. Cadena · R. Bernal |                                                                             |                                                                             |
| Monterrey campeón del Torneo Apertura 2021, tras empatar 2-2 en el marcador global y ganar 1-3 en penales. |                                                 |                            |                                      |                                                                             |                                                                             |

#### Final - Ida
| 12    | POR   | Alejandría Godínez   |     |
| 14    | DEF   | Alejandra Calderón   |     |
| 4     | DEF   | Rebeca Bernal        |     |
| 19    | DEF   | Mariana Cadena       |     |
| 5     | DEF   | Mónica Flores        |     |
| 22    | MED   | Diana García         |     |
| 17    | MED   | Yamilé Franco        | 81' |
| 8     | MED   | Diana Evangelista    |     |
| 18    | MED   | Aylin Aviléz         |     |
| 2     | DEL   | Christina Burkenroad | 25' |
| 9     | DEL   | Desirée Monsiváis    |     |
| D. T. | D. T. | Eva Espejo           |     |

| 1     | POR   | Cecilia Santiago   |     |
| 24    | DEF   | María Sánchez      |     |
| 4     | DEF   | Greta Espinoza     |     |
| 3     | DEF   | Bianca Sierra      |     |
| 15    | DEF   | Cristina Ferral    |     |
| 14    | MED   | Lizbeth Ovalle     |     |
| 18    | MED   | Belén Cruz         | 89' |
| 17    | MED   | Natalia Villarreal | 59' |
| 6     | MED   | Nancy Antonio      |     |
| 7     | MED   | Liliana Mercado    |     |
| 9     | DEL   | Stephany Mayor     |     |
| D. T. | D. T. | Roberto Medina     |     |

| 11 | DEL | Lizette Rodríguez | 25' |
| 23 | DEF | Valeria del Campo | 81' |

| 23 | DEF | Jana Gutiérrez          | 59' |
| 5  | DEL | María Fernanda Elizondo | 89' |

| 11' · 41' | Cristina Ferral Lizette Rodríguez | 1:0 2:1 |

| 20' · 71' | Greta Espinoza Stephany Mayor | 1:1 2:2 |

| 42' · 68' | Rebeca Bernal Mariana Cadena |

| 83' · 85' | Greta Espinoza María Sánchez |

| Principal  | Aldo Ballesteros Barba         |
| Asistentes | Elva Gutiérrez Martínez        |
|            | Viridiana Aglaeth Flores Ayala |
| Cuarto     | Itzel Hernández Fuentes        |

|                   |   |   |
| Tiros             | 2 | 5 |
| Tiros a puerta    | 2 | 2 |
| Faltas            | 4 | 4 |
| Saques de esquina | 2 | 2 |
| Fueras de juego   | 0 | 0 |

| Alineación inicial |

| 12    | POR   | Alejandría Godínez   |     |
| 14    | DEF   | Alejandra Calderón   |     |
| 4     | DEF   | Rebeca Bernal        |     |
| 19    | DEF   | Mariana Cadena       |     |
| 5     | DEF   | Mónica Flores        |     |
| 22    | MED   | Diana García         |     |
| 17    | MED   | Yamilé Franco        | 81' |
| 8     | MED   | Diana Evangelista    |     |
| 18    | MED   | Aylin Aviléz         |     |
| 2     | DEL   | Christina Burkenroad | 25' |
| 9     | DEL   | Desirée Monsiváis    |     |
| D. T. | D. T. | Eva Espejo           |     |

| 1     | POR   | Cecilia Santiago   |     |
| 24    | DEF   | María Sánchez      |     |
| 4     | DEF   | Greta Espinoza     |     |
| 3     | DEF   | Bianca Sierra      |     |
| 15    | DEF   | Cristina Ferral    |     |
| 14    | MED   | Lizbeth Ovalle     |     |
| 18    | MED   | Belén Cruz         | 89' |
| 17    | MED   | Natalia Villarreal | 59' |
| 6     | MED   | Nancy Antonio      |     |
| 7     | MED   | Liliana Mercado    |     |
| 9     | DEL   | Stephany Mayor     |     |
| D. T. | D. T. | Roberto Medina     |     |

| 11 | DEL | Lizette Rodríguez | 25' |
| 23 | DEF | Valeria del Campo | 81' |

| 23 | DEF | Jana Gutiérrez          | 59' |
| 5  | DEL | María Fernanda Elizondo | 89' |

| 11' · 41' | Cristina Ferral Lizette Rodríguez | 1:0 2:1 |

| 20' · 71' | Greta Espinoza Stephany Mayor | 1:1 2:2 |

| 42' · 68' | Rebeca Bernal Mariana Cadena |

| 83' · 85' | Greta Espinoza María Sánchez |

| Principal  | Aldo Ballesteros Barba         |
| Asistentes | Elva Gutiérrez Martínez        |
|            | Viridiana Aglaeth Flores Ayala |
| Cuarto     | Itzel Hernández Fuentes        |

|                   |   |   |
| Tiros             | 2 | 5 |
| Tiros a puerta    | 2 | 2 |
| Faltas            | 4 | 4 |
| Saques de esquina | 2 | 2 |
| Fueras de juego   | 0 | 0 |

| Alineación inicial |

| 12    | POR   | Alejandría Godínez   |     |
| 14    | DEF   | Alejandra Calderón   |     |
| 4     | DEF   | Rebeca Bernal        |     |
| 19    | DEF   | Mariana Cadena       |     |
| 5     | DEF   | Mónica Flores        |     |
| 22    | MED   | Diana García         |     |
| 17    | MED   | Yamilé Franco        | 81' |
| 8     | MED   | Diana Evangelista    |     |
| 18    | MED   | Aylin Aviléz         |     |
| 2     | DEL   | Christina Burkenroad | 25' |
| 9     | DEL   | Desirée Monsiváis    |     |
| D. T. | D. T. | Eva Espejo           |     |

| 1     | POR   | Cecilia Santiago   |     |
| 24    | DEF   | María Sánchez      |     |
| 4     | DEF   | Greta Espinoza     |     |
| 3     | DEF   | Bianca Sierra      |     |
| 15    | DEF   | Cristina Ferral    |     |
| 14    | MED   | Lizbeth Ovalle     |     |
| 18    | MED   | Belén Cruz         | 89' |
| 17    | MED   | Natalia Villarreal | 59' |
| 6     | MED   | Nancy Antonio      |     |
| 7     | MED   | Liliana Mercado    |     |
| 9     | DEL   | Stephany Mayor     |     |
| D. T. | D. T. | Roberto Medina     |     |

| 11 | DEL | Lizette Rodríguez | 25' |
| 23 | DEF | Valeria del Campo | 81' |

| 23 | DEF | Jana Gutiérrez          | 59' |
| 5  | DEL | María Fernanda Elizondo | 89' |

| 11' · 41' | Cristina Ferral Lizette Rodríguez | 1:0 2:1 |

| 20' · 71' | Greta Espinoza Stephany Mayor | 1:1 2:2 |

| 42' · 68' | Rebeca Bernal Mariana Cadena |

| 83' · 85' | Greta Espinoza María Sánchez |

| Principal  | Aldo Ballesteros Barba         |
| Asistentes | Elva Gutiérrez Martínez        |
|            | Viridiana Aglaeth Flores Ayala |
| Cuarto     | Itzel Hernández Fuentes        |

|                   |   |   |
| Tiros             | 2 | 5 |
| Tiros a puerta    | 2 | 2 |
| Faltas            | 4 | 4 |
| Saques de esquina | 2 | 2 |
| Fueras de juego   | 0 | 0 |

| Alineación inicial |

| 12    | POR   | Alejandría Godínez   |     |
| 14    | DEF   | Alejandra Calderón   |     |
| 4     | DEF   | Rebeca Bernal        |     |
| 19    | DEF   | Mariana Cadena       |     |
| 5     | DEF   | Mónica Flores        |     |
| 22    | MED   | Diana García         |     |
| 17    | MED   | Yamilé Franco        | 81' |
| 8     | MED   | Diana Evangelista    |     |
| 18    | MED   | Aylin Aviléz         |     |
| 2     | DEL   | Christina Burkenroad | 25' |
| 9     | DEL   | Desirée Monsiváis    |     |
| D. T. | D. T. | Eva Espejo           |     |

| 1     | POR   | Cecilia Santiago   |     |
| 24    | DEF   | María Sánchez      |     |
| 4     | DEF   | Greta Espinoza     |     |
| 3     | DEF   | Bianca Sierra      |     |
| 15    | DEF   | Cristina Ferral    |     |
| 14    | MED   | Lizbeth Ovalle     |     |
| 18    | MED   | Belén Cruz         | 89' |
| 17    | MED   | Natalia Villarreal | 59' |
| 6     | MED   | Nancy Antonio      |     |
| 7     | MED   | Liliana Mercado    |     |
| 9     | DEL   | Stephany Mayor     |     |
| D. T. | D. T. | Roberto Medina     |     |

| 11 | DEL | Lizette Rodríguez | 25' |
| 23 | DEF | Valeria del Campo | 81' |

| 23 | DEF | Jana Gutiérrez          | 59' |
| 5  | DEL | María Fernanda Elizondo | 89' |

| 11' · 41' | Cristina Ferral Lizette Rodríguez | 1:0 2:1 |

| 20' · 71' | Greta Espinoza Stephany Mayor | 1:1 2:2 |

| 42' · 68' | Rebeca Bernal Mariana Cadena |

| 83' · 85' | Greta Espinoza María Sánchez |

| Principal  | Aldo Ballesteros Barba         |
| Asistentes | Elva Gutiérrez Martínez        |
|            | Viridiana Aglaeth Flores Ayala |
| Cuarto     | Itzel Hernández Fuentes        |

|                   |   |   |
| Tiros             | 2 | 5 |
| Tiros a puerta    | 2 | 2 |
| Faltas            | 4 | 4 |
| Saques de esquina | 2 | 2 |
| Fueras de juego   | 0 | 0 |

| Alineación inicial |

#### Final - Vuelta
| 1     | POR   | Cecilia Santiago   |     |
| 3     | DEF   | Bianca Sierra      |     |
| 15    | DEF   | Cristina Ferral    |     |
| 4     | DEF   | Greta Espinoza     |     |
| 17    | DEF   | Natalia Villarreal |     |
| 7     | MED   | Liliana Mercado    |     |
| 6     | MED   | Nancy Antonio      |     |
| 24    | MED   | María Sánchez      | 87' |
| 14    | MED   | Lizbeth Ovalle     |     |
| 18    | DEL   | Belén Cruz         | 70' |
| 10    | DEL   | Katty Martínez     | 57' |
| D. T. | D. T. | Roberto Medina     |     |

| 12    | POR   | Alejandría Godínez |     |
| 14    | DEF   | Alejandra Calderón |     |
| 23    | DEF   | Valeria del Campo  | 82' |
| 4     | DEF   | Rebeca Bernal      |     |
| 19    | DEF   | Mariana Cadena     |     |
| 5     | DEF   | Mónica Flores      |     |
| 17    | MED   | Yamilé Franco      |     |
| 22    | MED   | Diana García       |     |
| 8     | MED   | Diana Evangelista  |     |
| 18    | MED   | Aylin Avilez       | 68' |
| 9     | DEL   | Desirée Monsiváis  |     |
| D. T. | D. T. | Eva Espejo         |     |

| 5  | DEL | María Fernanda Elizondo | 57' |
| 23 | DEF | Jana Gutiérrez          | 70' |
| 11 | MED | Nayeli Rangel           | 87' |

| 10 | MED | Nicole Pérez  | 68' |
| 20 | DEL | Daniela Solís | 82' |

| -' | N/A |  |

| Acierto de penal · Fallo de penal (atajado) · Fallo de penal (atajado) · Fallo de penal (poste) | Liliana Mercado Nancy Antonio Lizbeth Ovalle Nayeli Rangel | 1:0 1:1 1:2 1:3 |

| Acierto de penal · Acierto de penal · Acierto de penal | Desirée Monsiváis Mariana Cadena Rebeca Bernal | 1:1 1:2 1:3 |

| 31' · 73' · PEN' | Valeria del Campo Mariana Cadena Alejandría Godínez |

| Principal  | Francia María González Martínez      |
| Asistentes | Yudilia Carolina Briones Covarrubias |
|            | Aranza Quero Aguilar                 |
| Cuarto     | Ana Cristina Guarneros Lezama        |

|                   |   |   |
| Tiros             | 1 | 0 |
| Tiros a puerta    | 1 | 0 |
| Faltas            | 2 | 3 |
| Saques de esquina | 2 | 0 |
| Fueras de juego   | 0 | 1 |

| Alineación inicial |

| 1     | POR   | Cecilia Santiago   |     |
| 3     | DEF   | Bianca Sierra      |     |
| 15    | DEF   | Cristina Ferral    |     |
| 4     | DEF   | Greta Espinoza     |     |
| 17    | DEF   | Natalia Villarreal |     |
| 7     | MED   | Liliana Mercado    |     |
| 6     | MED   | Nancy Antonio      |     |
| 24    | MED   | María Sánchez      | 87' |
| 14    | MED   | Lizbeth Ovalle     |     |
| 18    | DEL   | Belén Cruz         | 70' |
| 10    | DEL   | Katty Martínez     | 57' |
| D. T. | D. T. | Roberto Medina     |     |

| 12    | POR   | Alejandría Godínez |     |
| 14    | DEF   | Alejandra Calderón |     |
| 23    | DEF   | Valeria del Campo  | 82' |
| 4     | DEF   | Rebeca Bernal      |     |
| 19    | DEF   | Mariana Cadena     |     |
| 5     | DEF   | Mónica Flores      |     |
| 17    | MED   | Yamilé Franco      |     |
| 22    | MED   | Diana García       |     |
| 8     | MED   | Diana Evangelista  |     |
| 18    | MED   | Aylin Avilez       | 68' |
| 9     | DEL   | Desirée Monsiváis  |     |
| D. T. | D. T. | Eva Espejo         |     |

| 5  | DEL | María Fernanda Elizondo | 57' |
| 23 | DEF | Jana Gutiérrez          | 70' |
| 11 | MED | Nayeli Rangel           | 87' |

| 10 | MED | Nicole Pérez  | 68' |
| 20 | DEL | Daniela Solís | 82' |

| -' | N/A |  |

| Acierto de penal · Fallo de penal (atajado) · Fallo de penal (atajado) · Fallo de penal (poste) | Liliana Mercado Nancy Antonio Lizbeth Ovalle Nayeli Rangel | 1:0 1:1 1:2 1:3 |

| Acierto de penal · Acierto de penal · Acierto de penal | Desirée Monsiváis Mariana Cadena Rebeca Bernal | 1:1 1:2 1:3 |

| 31' · 73' · PEN' | Valeria del Campo Mariana Cadena Alejandría Godínez |

| Principal  | Francia María González Martínez      |
| Asistentes | Yudilia Carolina Briones Covarrubias |
|            | Aranza Quero Aguilar                 |
| Cuarto     | Ana Cristina Guarneros Lezama        |

|                   |   |   |
| Tiros             | 1 | 0 |
| Tiros a puerta    | 1 | 0 |
| Faltas            | 2 | 3 |
| Saques de esquina | 2 | 0 |
| Fueras de juego   | 0 | 1 |

| Alineación inicial |

| 1     | POR   | Cecilia Santiago   |     |
| 3     | DEF   | Bianca Sierra      |     |
| 15    | DEF   | Cristina Ferral    |     |
| 4     | DEF   | Greta Espinoza     |     |
| 17    | DEF   | Natalia Villarreal |     |
| 7     | MED   | Liliana Mercado    |     |
| 6     | MED   | Nancy Antonio      |     |
| 24    | MED   | María Sánchez      | 87' |
| 14    | MED   | Lizbeth Ovalle     |     |
| 18    | DEL   | Belén Cruz         | 70' |
| 10    | DEL   | Katty Martínez     | 57' |
| D. T. | D. T. | Roberto Medina     |     |

| 12    | POR   | Alejandría Godínez |     |
| 14    | DEF   | Alejandra Calderón |     |
| 23    | DEF   | Valeria del Campo  | 82' |
| 4     | DEF   | Rebeca Bernal      |     |
| 19    | DEF   | Mariana Cadena     |     |
| 5     | DEF   | Mónica Flores      |     |
| 17    | MED   | Yamilé Franco      |     |
| 22    | MED   | Diana García       |     |
| 8     | MED   | Diana Evangelista  |     |
| 18    | MED   | Aylin Avilez       | 68' |
| 9     | DEL   | Desirée Monsiváis  |     |
| D. T. | D. T. | Eva Espejo         |     |

| 5  | DEL | María Fernanda Elizondo | 57' |
| 23 | DEF | Jana Gutiérrez          | 70' |
| 11 | MED | Nayeli Rangel           | 87' |

| 10 | MED | Nicole Pérez  | 68' |
| 20 | DEL | Daniela Solís | 82' |

| -' | N/A |  |

| Acierto de penal · Fallo de penal (atajado) · Fallo de penal (atajado) · Fallo de penal (poste) | Liliana Mercado Nancy Antonio Lizbeth Ovalle Nayeli Rangel | 1:0 1:1 1:2 1:3 |

| Acierto de penal · Acierto de penal · Acierto de penal | Desirée Monsiváis Mariana Cadena Rebeca Bernal | 1:1 1:2 1:3 |

| 31' · 73' · PEN' | Valeria del Campo Mariana Cadena Alejandría Godínez |

| Principal  | Francia María González Martínez      |
| Asistentes | Yudilia Carolina Briones Covarrubias |
|            | Aranza Quero Aguilar                 |
| Cuarto     | Ana Cristina Guarneros Lezama        |

|                   |   |   |
| Tiros             | 1 | 0 |
| Tiros a puerta    | 1 | 0 |
| Faltas            | 2 | 3 |
| Saques de esquina | 2 | 0 |
| Fueras de juego   | 0 | 1 |

| Alineación inicial |

| 1     | POR   | Cecilia Santiago   |     |
| 3     | DEF   | Bianca Sierra      |     |
| 15    | DEF   | Cristina Ferral    |     |
| 4     | DEF   | Greta Espinoza     |     |
| 17    | DEF   | Natalia Villarreal |     |
| 7     | MED   | Liliana Mercado    |     |
| 6     | MED   | Nancy Antonio      |     |
| 24    | MED   | María Sánchez      | 87' |
| 14    | MED   | Lizbeth Ovalle     |     |
| 18    | DEL   | Belén Cruz         | 70' |
| 10    | DEL   | Katty Martínez     | 57' |
| D. T. | D. T. | Roberto Medina     |     |

| 12    | POR   | Alejandría Godínez |     |
| 14    | DEF   | Alejandra Calderón |     |
| 23    | DEF   | Valeria del Campo  | 82' |
| 4     | DEF   | Rebeca Bernal      |     |
| 19    | DEF   | Mariana Cadena     |     |
| 5     | DEF   | Mónica Flores      |     |
| 17    | MED   | Yamilé Franco      |     |
| 22    | MED   | Diana García       |     |
| 8     | MED   | Diana Evangelista  |     |
| 18    | MED   | Aylin Avilez       | 68' |
| 9     | DEL   | Desirée Monsiváis  |     |
| D. T. | D. T. | Eva Espejo         |     |

| 5  | DEL | María Fernanda Elizondo | 57' |
| 23 | DEF | Jana Gutiérrez          | 70' |
| 11 | MED | Nayeli Rangel           | 87' |

| 10 | MED | Nicole Pérez  | 68' |
| 20 | DEL | Daniela Solís | 82' |

| -' | N/A |  |

| Acierto de penal · Fallo de penal (atajado) · Fallo de penal (atajado) · Fallo de penal (poste) | Liliana Mercado Nancy Antonio Lizbeth Ovalle Nayeli Rangel | 1:0 1:1 1:2 1:3 |

| Acierto de penal · Acierto de penal · Acierto de penal | Desirée Monsiváis Mariana Cadena Rebeca Bernal | 1:1 1:2 1:3 |

| 31' · 73' · PEN' | Valeria del Campo Mariana Cadena Alejandría Godínez |

| Principal  | Francia María González Martínez      |
| Asistentes | Yudilia Carolina Briones Covarrubias |
|            | Aranza Quero Aguilar                 |
| Cuarto     | Ana Cristina Guarneros Lezama        |

|                   |   |   |
| Tiros             | 1 | 0 |
| Tiros a puerta    | 1 | 0 |
| Faltas            | 2 | 3 |
| Saques de esquina | 2 | 0 |
| Fueras de juego   | 0 | 1 |

| Alineación inicial |

| Campeón Grita México Apertura 2021 |
| ---------------------------------- |
|                                    |
| Monterrey                          |
| 2° título                          |

## Estadísticas

### Clasificación juego limpio
- Datos según la página oficial.
- Fecha de actualización: 22 de noviembre de 2021

| Lugar                                | Club                                 |          |          |          | Puntos   |
| ------------------------------------ | ------------------------------------ | -------- | -------- | -------- | -------- |
| 1                                    | Tigres                               | 12       | 0        | 0        | 12       |
| 2                                    | Guadalajara                          | 15       | 0        | 0        | 15       |
| 3                                    | Mazatlán                             | 19       | 0        | 0        | 19       |
| 4                                    | Tijuana                              | 13       | 0        | 3        | 22       |
| 5                                    | UNAM                                 | 19       | 1        | 0        | 22       |
| 6                                    | Monterrey                            | 23       | 0        | 0        | 23       |
| 7                                    | Pachuca                              | 22       | 1        | 0        | 25       |
| 8                                    | Atlético de San Luis                 | 22       | 0        | 1        | 25       |
| 9                                    | Querétaro                            | 20       | 0        | 2        | 26       |
| 10                                   | Atlas                                | 22       | 1        | 1        | 28       |
| 11                                   | Toluca                               | 26       | 0        | 1        | 29       |
| 12                                   | Necaxa                               | 23       | 0        | 2        | 29       |
| 13                                   | Puebla                               | 21       | 0        | 3        | 30       |
| 14                                   | Cruz Azul                            | 27       | 2        | 0        | 33       |
| 15                                   | Juárez                               | 29       | 1        | 1        | 35       |
| 16                                   | América                              | 24       | 1        | 3        | 36       |
| 17                                   | Santos                               | 33       | 1        | 1        | 39       |
| 18                                   | León                                 | 36       | 1        | 0        | 39       |
| Primera Tarjeta Amarilla             | Primera Tarjeta Amarilla             | 1 punto  | 1 punto  | 1 punto  | 1 punto  |
| Segunda Tarjeta Amarilla y Expulsión | Segunda Tarjeta Amarilla y Expulsión | 3 puntos | 3 puntos | 3 puntos | 3 puntos |
| Tarjeta Roja Directa                 | Tarjeta Roja Directa                 | 3 puntos | 3 puntos | 3 puntos | 3 puntos |

En caso de empate, la tabla general de posiciones es el principal criterio para desempatar.

### Máximas goleadoras
Lista con los máximas goleadoras del torneo.
- Datos según la página oficial.

Fecha de actualización: 22 de noviembre de 2021
| Posición | Jugadora                            | Club        | Goles | Min. | Frec.       |
| -------- | ----------------------------------- | ----------- | ----- | ---- | ----------- |
| 1º       | Alicia Cervantes Herrera            | Guadalajara | 17    | 1493 | 87.82 min.  |
| 2.º      | Renae Nicole Cuéllar Cuéllar        | Tijuana     | 15    | 1530 | 102.00 min. |
| 3.º      | Mónica Desirée Monsiváis Salayandia | Monterrey   | 14    | 1315 | 93.93 min.  |
| 4.º      | Sandra Stephany Mayor Gutiérrez     | Tigres      | 13    | 1257 | 96.69 min.  |
| =        | Alison Hecnary González Esquivel    | Atlas       | 13    | 1327 | 102.08 min. |
| 6.º      | Katty Martínez Abad                 | Tigres      | 12    | 937  | 78.08 min.  |
| 7.º      | Daniela Espinoza Arce               | América     | 11    | 1359 | 123.55 min. |
| =        | Alexia Nayeli Villanueva Flores     | Santos      | 11    | 1466 | 131.45 min. |
| 9.º      | Diana Laura Evangelista Chávez      | Monterrey   | 9     | 1423 | 158.11 min. |
| =        | Esbeydi Viridiana Salazar Suaste    | Pachuca     | 9     | 994  | 110.44 min. |

#### Tripletes o más
| Jugadora                            | Club      | Local   | Resultado | Visita               | Goles        | Fecha                   | Jornada    |
| ----------------------------------- | --------- | ------- | --------- | -------------------- | ------------ | ----------------------- | ---------- |
| Alison Hecnary González Esquivel    | Atlas     | Toluca  | 2 - 3     | Atlas                | 7' 20' 46'   | 19 de julio de 2021     | Jornada 1  |
| Katty Martínez Abad                 | Tigres    | Tigres  | 8 - 1     | Necaxa               | 8' 45+2' 63' | 2 de agosto de 2021     | Jornada 3  |
| Sandra Stephany Mayor Gutiérrez     | Tigres    | Atlas   | 0 - 4     | Tigres               | 15' 43' 87'  | 7 de agosto de 2021     | Jornada 4  |
| Katty Martínez Abad                 | Tigres    | Tigres  | 5 - 1     | Atlético de San Luis | 19' 54' 62'  | 16 de agosto de 2021    | Jornada 5  |
| Renae Nicole Cuéllar Cuéllar        | Tijuana   | Tijuana | 4 - 0     | León                 | 31' 65' 72'  | 6 de septiembre de 2021 | Jornada 8  |
| Mónica Desirée Monsiváis Salayandia | Monterrey | Necaxa  | 1 - 6     | Monterrey            | 25' 37' 45'  | 16 de octubre de 2021   | Jornada 13 |
| Renae Nicole Cuéllar Cuéllar        | Tijuana   | Tijuana | 5 - 0     | Mazatlán             | 46' 69' 80'  | 8 de noviembre de 2021  | Jornada 15 |
| Daniela Espinosa Arce               | América   | América | 4 - 1     | León                 | 6' 10' 69'   | 20 de noviembre de 2021 | Jornada 17 |

### Asistencia
Lista con la asistencia de los partidos y equipos Liga MX Femenil.

Datos actualizados a 21 de noviembre de 2021

#### Por equipo
En los promedios solamente se cuentan los partidos que contaron con asistencia de público. El porcentaje de ocupación media está calculado con base en la capacidad total del estadio, pese a que no se está utilizando el aforo completo debido a restricciones derivadas de la pandemia de COVID-19.
| Pos                | Equipo               | Total   | Media | Más alta | Más baja | % de Ocupación media |
| ------------------ | -------------------- | ------- | ----- | -------- | -------- | -------------------- |
| 1                  | Tigres               | 65,118  | 7,235 | 25,406   | 3,705    | 17.27%               |
| 2                  | América              | 26,183  | 3,273 | 7,624    | 520      | 4.61%                |
| 3                  | Pachuca              | 10,498  | 2,625 | 3,823    | 1,613    | 10.12%               |
| 4                  | Guadalajara          | 12,374  | 2,062 | 3,998    | 781      | 4.46%                |
| 5                  | Monterrey            | 14,418  | 1,802 | 5,149    | 128      | 4.66%                |
| 6                  | UNAM                 | 9,517   | 1,591 | 2,974    | 713      | 2.71%                |
| 7                  | Toluca               | 12,112  | 1,514 | 2,947    | 624      | 5.88%                |
| 8                  | Santos               | 6,202   | 886   | 1,792    | 497      | 3.04%                |
| 9                  | Atlético de San Luis | 6,044   | 756   | 1,352    | 234      | 2.94%                |
| 10                 | Mazatlán             | 5,062   | 723   | 1,192    | 318      | 3.58%                |
| 11                 | Puebla               | 6,249   | 694   | 1,463    | 296      | 1.46%                |
| 12                 | León                 | 2,722   | 340   | 533      | 163      | 1.09%                |
| 13                 | Necaxa               | 2,651   | 331   | 633      | 185      | 1.39%                |
| 14                 | Cruz Azul            | 87      | 87    | 87       | 87       | 21.75%               |
| 15                 | Juárez               | 155     | 78    | 80       | 75       | 0.39%                |
| 16                 | Atlas                | 10      | 10    | 10       | 10       | 0%                   |
| 17                 | Querétaro            | 0       | 0     | 0        | 0        | 0%                   |
| 18                 | Tijuana              | 0       | 0     | 0        | 0        | 0%                   |
| Totales del Torneo | Totales del Torneo   | 179,432 | 1,500 | 25,406   | 10       | 5.33%                |

#### Por jornada
El listado excluye los partidos que fueron disputados a puerta cerrada.
| 1     | 13,234  | 2,206 | 4.34%  | Tigres vs. Mazatlán (5,530)              | Puebla vs. León (482)                  |
| 2     | 6,429   | 1,072 | 3.52%  | América vs. Puebla (3,510)               | Monterrey vs. Juárez (128)             |
| 3     | 8,029   | 1,606 | 4.22%  | Tigres vs. Necaxa (4,105)                | Puebla vs. Mazatlán (470)              |
| 4     | 4,955   | 991   | 2.32%  | América vs. Toluca (2,410)               | León vs. Mazatlán (201)                |
| 5     | 6,686   | 1,337 | 4.07%  | Tigres vs. Atlético de San Luis (3,705)  | Mazatlán vs. Monterrey (427)           |
| 6     | 4,634   | 927   | 2.23%  | América vs. Atlético de San Luis (2,322) | Necaxa vs. Puebla (192)                |
| 7     | 5,481   | 1,370 | 4.55%  | Tigres vs. Toluca (4,013)                | Atlético de San Luis vs. Tijuana (234) |
| 8     | 7,297   | 1,824 | 3.64%  | América vs. UNAM (3,191)                 | Puebla vs. Santos (471)                |
| 9     | 9,421   | 1,346 | 4.71%  | Tigres vs. Pachuca (6,725)               | Monterrey vs. Tijuana (160)            |
| 10    | 11,693  | 1,670 | 4.62%  | Tigres vs. Tijuana (4,290)               | León vs. Necaxa (170)                  |
| 11    | 12,114  | 1,731 | 3.86%  | América vs. Cruz Azul (3,442)            | Necaxa vs. Querétaro (185)             |
| 12    | 35,694  | 5,949 | 19.22% | Tigres vs. Monterrey (25,406)            | Atlético de San Luis vs. Juárez (583)  |
| 13    | 3,831   | 958   | 2.65%  | Guadalajara vs. Tigres (2,922)           | Juárez vs. Pachuca (80)                |
| 14    | 13,745  | 1,718 | 4.53%  | Tigres vs. Juárez (5,840)                | Necaxa vs. Tijuana (394)               |
| 15    | 10,396  | 2,079 | 8.69%  | Tigres vs. UNAM (5,504)                  | Cruz Azul vs. Necaxa (87)              |
| 16    | 14,691  | 2,099 | 4.57%  | América vs. Tigres (7,624)               | Atlas vs. Pachuca (10)                 |
| 17    | 11,102  | 1,234 | 3.90%  | Monterrey vs. Cruz Azul (2,662)          | Juárez vs. Tijuana (75)                |
| Total | 179,432 | 1,771 | 5.33%  | Tigres vs. Monterrey (25,406)            | Atlas vs. Pachuca (10)                 |

## Acontecimientos Relevantes
- 24 de mayo: El presidente de la Liga MX, Mikel Arriola, da a conocer un paquete de reformas a reglamentos con ejes en lo deportivo, crecimiento económico-comercial y control financiero entre las que destacan para esta división:

1. La sustitución por maternidad de acuerdo al reglamento de FIFA
2. El registro de 2 jugadoras extranjeras, (las México-americanas, se considerarán mexicanas).
3. La creación de las Fuerzas Básicas Sub-17, la creación de estos torneos, tendrán este torneo (Apertura 2021) como estacional, mientras que a partir del Clausura 2022 será una competencia regional obligatoria con 2 grupos de 9 clubes.
4. Se creará el Campeón de Campeonas Femenil y el Balón de Oro Femenil para premiar a la mejor jugadora y a la mejor novata, esto en el mes de julio de 2022.
5. Se implementará el Protocolo de Conmociones contemplando hasta 2 sustituciones por conmoción por partido, según lo establecido por FIFA.

El torneo se jugará entre el 16 de julio y 20 de diciembre, con 3 Fechas FIFA.